# Чаршаф
Чаршаф (османски турски:چارشف) јесте једноставна, лабава одећа, хаљина налик огртачу. Чаршаф је турска верзија арапске абаје и слична је никабу и чадору. Дословно преведено, чаршаф значи постељина.

## Опис
Чаршаф је обично црне боје. Као и ирански чадор, чаршаф покрива доњи део лица, а држи се помоћу игле постављене испод носа. Понекад је део тканине који покрива доњу страну лица бочно причвршћен. За разлику од чадора, чаршаф се обично састоји од два дела: горњи део виси око струка, а доњи део је исечен попут широке сукње до пода.
Чаршаф, уместо да буде облик традиционалне исламске одеће, први пут је постао уобичајен крајем 19. века, за време владавине Абдул Хамида II (1876-1908), као облик одбацивања утицаја Запада. Од тада се наставио претежно користити у удаљеним деловима бившег Османског царства, попут Јемена, где је и данас широко распрострањен.
Према истраживању из 2012. мање од 2% жена у Турској га носи, а у Ираку 5%. Према другом истраживању, само 0,1% турских жена носило је чаршаф 2012. године.
Међутим, жене га користе за молитву. Слично употреби мукене у муслиманској југоисточној Азији.